# Československá basketbalová liga 1982/1983
1. basketbalová liga 1982/1983 byla v Československu nejvyšší ligovou basketbalovou soutěží mužů, v ročníku 1. ligy hrálo 10 družstev. Inter Bratislava získal titul mistra Československa, RH Pardubice skončila na 2. místě a NHKG Ostrava na 3. místě. V lize nováček Dukla Olomouc skončila na 4. místě. Z ligy sestoupila dvě družstva – nováček Baník Handlová a spolu s ním Baník Prievidza. 
Konečné pořadí: 1. Inter Bratislava (mistr Československa 1983) – 2. RH Pardubice – 3. NHKG Ostrava – 4. Dukla Olomouc – 5. Slávia VŠD Žilina – 6. VŠ Praha – 7. Zbrojovka Brno  – 8. Chemosvit Svit – další 2 družstva sestup z 1. ligy:  9. Baník Handlová – 10. Baník Prievidza

## Systém soutěže
Všech deset družstev hrálo dvoukolově každý s každým (zápasy doma – venku), každé družstvo odehrálo 18 zápasů. Po základní části se družstva rozdělila na dvě skupiny, prvních šest hrálo o titul (celkem 28 zápasů) a družstva na 7.-10. místě hrála o záchranu (celkem 24 zápasů). Bylo hráno v turnajích pořádaných prvními dvěma družstvy ve skupině po základní části. 

## Konečná tabulka 1982/1983
| Poř. | Tým               | Z  | V  | P  | Skóre     | Body |
| ---- | ----------------- | -- | -- | -- | --------- | ---- |
| 1.   | Inter Bratislava  | 28 | 24 | 4  | 2701:2430 | 52   |
| 2.   | RH Pardubice      | 28 | 17 | 11 | 2501:2362 | 45   |
| 3.   | NHKG Ostrava      | 28 | 15 | 13 | 2337:2330 | 43   |
| 4.   | Dukla Olomouc     | 28 | 14 | 14 | 2519:2504 | 42   |
| 5.   | Slávia VŠD Žilina | 28 | 11 | 17 | 2401:2528 | 39   |
| 6.   | VŠ Praha          | 28 | 10 | 18 | 2354:2492 | 38   |
|      |                   |    |    |    |           |      |
| 7.   | Zbrojovka Brno    | 24 | 12 | 12 | 2121:2038 | 36   |
| 8.   | Chemosvit Svit    | 24 | 11 | 13 | 1965:2021 | 35   |
| 9.   | Baník Handlová    | 24 | 10 | 14 | 2019:2220 | 34   |
| 10.  | Baník Prievidza   | 24 | 8  | 16 | 2031:2024 | 32   |

## Sestavy (hráči, trenéři) 1982/1983
- Internacionál Slovnaft Bratislava: Stanislav Kropilák, Peter Rajniak, Vladimír Padrta, Pavol Bojanovský, Mašura, P. Jančura, Pochabá, Kevenský, Kratochvíl, Vančík, Koreň, Kopšo, Bobrík. Trenér Miroslav Rehák
- RH Pardubice: Jaroslav Skála, Zdeněk Böhm, Jaroslav Kantůrek, Miloš Kulich, Ladislav Rous, Voltner, Vaněček, Faltýnek, Zuzánek, Burgr, Kurka. Trenér Luboš Bulušek
- NHKG Ostrava:  Vojtěch Petr, Martin Brázda, Stanislav Votroubek, Gerald Dietl, Cieslar, Kocian, Vršecký, Pršala, Čmolík, Dérkas, Šplíchal, J. Böhm, Čegan. Trenér Zdeněk Hummel
- Dukla Olomouc: Dušan Žáček, Vladimír Ptáček, Libor Vyoral, Justin Sedlák, Ludvík Šereda, Lauermann, Kurčík, Vaňa, Žákovec, V. Krejčí, Wrobel, Jiří Sedlák, Plajner, Kofroň, Lukáš, Jeřábek. Trenér V. Dzurilla
- Slávia VŠD Žilina: Jaroslav Beránek, Jan Bobrovský, Jaroslav Kraus, Jozef Michalko, Josef Hájek, L. Hrnčiar, M. Hrnčiar, Konečný, Černý, I. Jančura, Jonáš, Szabo, Malčík, Galatík. Trenér M. Rožánek
- Zbrojovka Brno: Vlastimil Havlík, Jiří Jandák, Josef Nečas, Jiří Okáč, Josef Šťastný, Jimramovský, Kubrický, M. Svoboda, Hanáček, Plch, Procházka, Bedáň, Filip. Trenér Zdeněk Bobrovský.
- VŠ Praha:  Gustáv Hraška, Juraj Žuffa, Jiří Zedníček, Pospíšil, Matušů, Lukášik, Jiří Šťastný, Štybnar, Hanzlík, Bříza, V. Raška, Doleček, Dorazil, Vosecký, Krbec. Trenér Jaroslav Šíp
- Chemosvit Svit:  Miloš Pažický, Igor Vraniak, T. Michalík, Míčka, Varga, Ivan, Majerčák, Peter Steinhauser, Novotný, Seman. Trenér B. Sako
- Baník Handlová: Kamil Brabenec, Rubíček, Oleríny, E. Tallo, Čech, Holúbek, Kovář, Toporka, Chudík, Linkeš, Haviar, Choutka, P. Prokein, J. Prokein, Francz. Trenér M. Chríbik
- Baník Prievidza: Marian Kotleba, Kristiník, Benický, Krivošík, Knob, Dérer, O. Svoboda, Jirásek, Špiner, Urban, Bubeník, Dolejší, Košík, Kňaze, Pekár. Trenéři P. Tóth, Š. Košík, K. Uhliar

## Zajímavosti
- Mistrovství světa v basketbalu mužů 1982 se konalo v srpnu v Kolumbii (Cali). Československo skončilo ze 13 týmů na 10. místě, hrálo v sestavě: Stanislav Kropilák 135 bodů /7 zápasů, Gustáv Hraška 126 /7, Juraj Žuffa 96 /7, Zdeněk Kos 88 /7, Jaroslav Skála 65 /7, Dušan Žáček 39 /6, Vojtěch Petr 34 /6, Vladimír Ptáček 30 /6, Zdeněk Böhm 28 /4, Vlastimil Havlík 24 /6, Vlastibor Klimeš 13 /5, Peter Rajniak 0 /1,  celkem 678 bodů v 7 zápasech (4-3). Trenér: Pavel Petera. Konečné pořadí:  1. Sovětský svaz, 2. USA, 3. Jugoslávie
- Mistrovství Evropy v basketbale mužů 1983 se konalo v květnu a červnu ve Francii Nantes. Mistrem Evropy byla Itálie, Jugoslávie na 2. místě a Sovětský svaz na 3. místě. Až na 10. místě skončilo Československo, které hrálo v sestavě: Stanislav Kropilák 149 bodů /7 zápasů, Peter Rajniak 104 /7, Gustáv Hraška 86 /7, Zdeněk Böhm 64 /7, Jaroslav Skála 44 /7, Juraj Žuffa 34 /7, Vlastimil Havlík 25 /6, Vladimír Ptáček 22 /5, Jiří Okáč 18/6, Vojtěch Petr 8 /5, Jiří Jandák 6 /2, Blažej Mašura 6 /2,  celkem 566 bodů v 7 zápasech (2-5). Trenér: Pavel Petera.
- VŠ Praha v Poháru evropských mistrů 1982/83 hrál 2 zápasy (1-1, 149-167), vyřazen v 1. kole od Turun NMKY Helsinky, Finsko (86-77, 63-90).
- Inter Bratislava  v Poháru vítězů pohárů 1982/83 hrál 8 zápasů (3-5, 719-722), skončil na3. místě ve čtvrtfinálové skupině B (2-4 544-565): KK Smelt Olimpija Lublaň (101-95, 90-97), Soproni MAFC, Maďarsko (102-68, 80-92), ASVEL Villeurbanne Lyon, Francie (87-103, 84-110).
- Koračův pohár 1982/83 – NHKG Ostrava hrála 10 zápasů (2-8, 770-848), skončila na 4. místě ve čtvrtfinálové skupině A (0-6, 445-532), Banco di Roma Virtus, Itálie (70-73, 67-97), Limoges CSP, Francie (76-89, 82-90), KK Crvena Zvezda Bělehrad (84-88, 66-95).
- Vítězem ankety Basketbalista roku 1982 byl Stanislav Kropilák.
- „All Stars“ československé basketbalové ligy – nejlepší pětka hráčů basketbalové sezóny 1982/83: Stanislav Kropilák, Jaroslav Skála, Gustav Hraška, Zdeněk Böhm, Vlastimil Havlík.